# Шейка-Міке (комуна)
Шейка-Міке (рум. Șeica Mică) — комуна у повіті Сібіу в Румунії. До складу комуни входять такі села (дані про населення за 2002 рік):
- Сороштін (579 осіб)
- Шейка-Міке (1168 осіб) — адміністративний центр комуни

Комуна розташована на відстані 236 км на північний захід від Бухареста, 29 км на північ від Сібіу, 90 км на південний схід від Клуж-Напоки, 122 км на захід від Брашова.

## Населення
За даними перепису населення 2002 року у комуні проживали 1747 осіб.
Національний склад населення комуни:
| Національність | Кількість осіб | Відсоток |
| -------------- | -------------- | -------- |
| румуни         | 1646           | 94,2%    |
| цигани         | 59             | 3,4%     |
| німці          | 28             | 1,6%     |
| угорці         | 14             | 0,8%     |

Рідною мовою назвали:
| Мова      | Кількість осіб | Відсоток |
| --------- | -------------- | -------- |
| румунська | 1655           | 94,7%    |
| циганська | 59             | 3,4%     |
| німецька  | 27             | 1,5%     |
| угорська  | 6              | 0,3%     |

Склад населення комуни за віросповіданням:
| Релігія                                       | Кількість осіб | Відсоток |
| --------------------------------------------- | -------------- | -------- |
| православні                                   | 1586           | 90,8%    |
| греко-католики                                | 92             | 5,3%     |
| лютерани (Синодально-пресвітеріанська церква) | 34             | 1,9%     |
| адвентисти                                    | 18             | 1,0%     |
| римо-католики                                 | 8              | 0,5%     |
| баптисти                                      | 3              | 0,2%     |
| лютерани (Аугсбурзького сповідання)           | 2              | 0,1%     |
| реформати                                     | 1              | 0,1%     |
| бретрени                                      | 1              | 0,1%     |